# بیورن سلاندر
بیورن سلاندر (انگلیسی: Bjørn Selander؛ زادهٔ ۲۸ ژانویهٔ ۱۹۸۸) دوچرخه‌سوار اهل ایالات متحده آمریکا است. وی در تیم‌هایی همچون تیم ریدیوشک و اسپایدرتک–سی۱۰ عضو بوده است.